# Fàbrica Montesa
La Fàbrica Montesa era un complex industrial d'Esplugues de Llobregat. Inaugurat el 1963, va ser enderrocat l'any 2002 i només se'n conserva el monument commemoratiu de Josep Maria Subirachs.

## Descripció

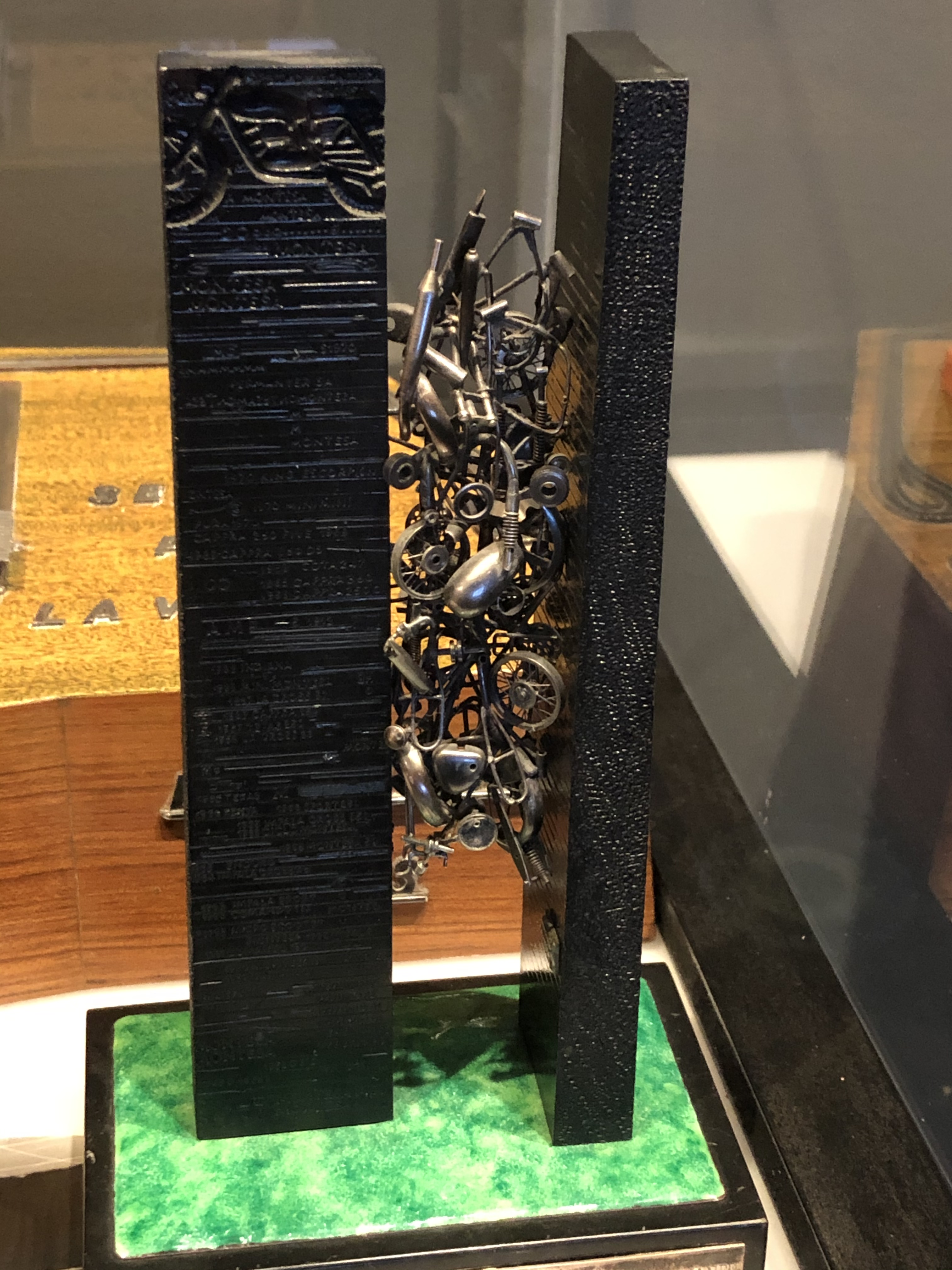
Maqueta del monument commemoratiu de Subirachs

La fàbrica Montesa era situada al carrer Verge de la Paloma, 21-53, a tocar de l'avinguda Línia Elèctrica de Cornellà de Llobregat i ben a prop de l'estació de Montesa de la xarxa del Trambaix.
Entrant per la porteria hi havia un gran pati d'accés, al bell mig del qual s'hi alçava l'escultura de Josep Maria Subirachs Prototips Montesa 1945-1970 (1971). Es tracta de dos monòlits de formigó de 7 m d'alçada amb els noms d'alguns models de motocicletes produïts per Montesa. Entre els dos blocs de formigó hi ha diferents elements de les carrosseries de les motos.
A mà esquerra hi havia una zona enjardinada per a provar les motos de trial i a mà dreta un petit circuit de motocròs. Al fons (en direcció nord), tot al llarg del recinte, hi havia la nau principal de la fàbrica, amb els següents departaments, d'esquerra a dreta i del davant al darrere: proves i posada a punt i cadena de muntatge; magatzem; verificació i mecanització (compartien els molls de recepció de components amb el magatzem); taller auxiliar i oficina tècnica; departament elèctric i departament d'informàtica.
La nau principal era un edifici de planta rectangular i allargat en un dels seus extrems. Les façanes estaven formades per plaques de formigó aïllant, en disposició horitzontal i unides per línies verticals de ferro. La coberta estava feta amb encavallades de ferro que a l'interior, creaven un marc dins el qual els tubs, els fils elèctrics, les guies i altres elements s'integraven sense dificultat.
Entre la gran nau principal i el circuit de motocròs s'hi aixecaven dues naus auxiliars: A l'esquerra (i a la dreta del monument d'en Subirachs), la del Departament d'Investigació i Desenvolupament, i a la dreta la nau de pintura.

## Història
El 1959, després de la sortida de l'empresa de Paco Bultó, Pere Permanyer va convocar-ne un concurs per al projecte d'una nova fàbrica, que fou guanyat pels arquitectes Federico Correa i Alfons Milà. El 5 de setembre del 1961 se'n va col·locar la primera pedra i el 1962 es va iniciar l'activitat a la nova fàbrica, la qual fou inaugurada oficialment el 19 d'abril del 1963.
La fàbrica era en el catàleg municipal del 1979, però no es va incloure en el del 1984 i va ser enderrocada l'any 2002.